# 강태을
강태을(1980년 6월 4일 ~)은 대한민국의 뮤지컬 배우다. 
2004년 뮤지컬 '지저스 크라이스트 슈퍼스타'로 데뷔했다.

## 뮤지컬
| 2006년 | 라이온 킹               | 앙상블             |
| 2008년 | 대장금                  | 조광조             |
| 2008년 | 록키호러쇼              | 프랑큰퍼터         |
| 2009년 | 돈 주앙                 | 돈 주앙            |
| 2009년 | 대장금 시즌 2           | 조광조             |
| 2009년 | 돈 주앙                 | 돈 주앙            |
| 2009년 | 어쌔신                  | 존 윌크스 부스     |
| 2009년 | 헤드윅                  | 헤드윅             |
| 2010년 | 선덕여왕                | 비담               |
| 2011년 | 올 댓 재즈              | 유태민             |
| 2011년 | 몬테크리스토            | 몬데고             |
| 2011년 | 렌트                    | 로저               |
| 2011년 | 햄릿                    | 레어티스           |
| 2012년 | 모차르트 오페라 락      | 안토니오 살리에리  |
| 2012년 | 부용지애                | 서애               |
| 2013년 | 그날들                  | 차정학             |
| 2013년 | 머더발라드              | 탐                 |
| 2014년 | 영웅                    | 안중근             |
| 2014년 | 머더발라드              | 탐                 |
| 2014년 | 그날들                  | 차정학             |
| 2015년 | 영웅                    | 안중근             |
| 2015년 | 너에게 빛의 속도로 간다 | 김건덕             |
| 2015년 | 머더발라드              | 탐                 |
| 2016년 | 삼총사                  | 아토스             |
| 2016년 | 유럽블로그              | 동욱               |
| 2017년 | 금강, 1894              | 이명학             |
| 2018년 | 웃는 남자               | 데이빗 더리모어 경 |
| 2019년 | 안나 카레니나           | 콘스탄틴 레빈      |
| 2020년 | 웃는 남자               | 데이빗 더리모어 경 |
| 2020년 | 드라큘라                | 반 헬싱            |
| 2020년 | 몬테크리스토            | 몬데고             |
| 2021년 | 드라큘라                | 반 헬싱            |
| 2021년 | 엑스칼리버              | 랜슬럿             |
| 2021년 | 잭 더 리퍼              | 잭                 |
| 2022년 | 엑스칼리버              | 랜슬럿             |
| 2022년 | 엘리자벳                | 루이지 루케니      |
| 2023년 | 몬테크리스토            | 몬데고             |
| 2025년 | 웃는남자                | 데이빗 더리모어 경 |
| 2025년 | 마리퀴리                | 루벤 뒤퐁          |

## 방송
- 문화전쟁 (2008)

## 음반
- 머더 발라드 OST (2013)

## 수상
- 제3회 더 뮤지컬 어워즈 남우신인상 (2009)